# Neomercantilismo
Il neomercantilismo è una moderna evoluzione del mercantilismo, secondo la cui visione uno Stato deve, al fine di migliorare il proprio benessere economico, offrire maggior protezione alle industrie nazionali. L'obiettivo viene perseguito con la politica doganale, la politica valutaria e la previsione di aiuti e incentivi economici e fiscali alle industrie stesse.